# Lyre (musikinstrument)
|  | For Lyre som bygningskonstruktion, se Lyre (bygningsdel) |
En lyre er et strengeinstrument i familie med harpen. Ordet kommer fra det græske ord "λύρα" (lyra). 
De første lyresymboler man finder, stammer fra omkring 1400 fvt. og det var et almindeligt instrument, især i Wales, helt frem til 1800-tallet.[kilde mangler]